# 常春藤皂苷元
常春藤皂苷元（英語：Hederagenin）是一种三萜类化合物，是存在于常春藤的化学成分。
常春藤皂苷元是常春藤（一种常见的常春藤属植物）中发现的众多皂苷的苷元部分，其中最常见的是常春藤苷C和α-常春藤皂苷。它也是从藜麦植物中提取的三种主要三萜类化合物之一，被美国环保局（EPA）列为生物農藥。HeadsUp植物保护剂由皂苷苷元齐墩果酸、常春藤皂苷元和美商陆酸等比例组成，可用于块茎（比如马铃薯种子碎片）、荚果和谷物种子的种子处理，或用于移栽植物根部的种植前浸根，以防止真菌生长、细菌生长和病毒性植物病害。
在啮齿动物模型中，常春藤皂苷元已被发现具有类似抗抑郁的作用。常春藤皂苷元是一种血清素-去甲肾上腺素-多巴胺再摄取抑制剂（SNDRI）。

## 历史
1849年，L. Posselt发现了常春藤皂苷元，并将其命名为常春藤酸（hederic acid）。然而，Posselt未能分离出纯物质，也未能获得确切的化学式。他的常春藤酸实际上是常春藤皂苷元与一些單寧杂质的混合物
。

## 相关三萜
以下化合物均具有相同的五环骨架：
- 白桦脂酸
- 乳香酸（英语：Boswellic acid）
- 甘草次酸
- 模绕酮酸
- 齐墩果酸
- 熊果酸
- 科罗索酸
- 香树脂醇
- 羽扇豆醇
- 山楂酸
- 藿烷